# Lee Fogolin Jr.
Lee Joseph Fogolin, född 7 februari 1955, är en amerikansk-kanadensisk före detta professionell ishockeyback som tillbringade 13 säsonger i den nordamerikanska ishockeyligan National Hockey League (NHL), där han spelade för ishockeyorganisationerna Buffalo Sabres och Edmonton Oilers. Han producerade 238 poäng (44 mål och 194 assists) samt drog på sig 1 381 utvisningsminuter på 924 grundspelsmatcher. Fogolin spelade också på lägre nivåer för Hershey Bears i American Hockey League (AHL) och Oshawa Generals i Ontario Hockey Association (OHA-Jr.).
Han draftades i första rundan i 1974 års draft av Buffalo Sabres som elfte spelare totalt.
Fogolin vann två Stanley Cup med Edmonton Oilers för säsongerna 1983–1984 och 1984–1985. Han är son till ishockeyspelaren Lee Fogolin Sr. som själv vann en Stanley Cup med Detroit Red Wings för säsongen 1949–1950. Den 28 maj 2004 drabbades han av en familjetragedi när hans 17-åriga son Michael avled på grund av förmodat hjärtfel, sonen spelade till vardags i Prince George Cougars i Western Hockey League (WHL).

## Statistik
| 1972–1973      | Oshawa Generals | OHA-Jr.        | 55  | 5  | 21  | 26  | 132  | —   | — | —  | —  | —   |
| 1973–1974      | Oshawa Generals | OHA-Jr.        | 47  | 7  | 19  | 26  | 108  | —   | — | —  | —  | —   |
| 1974–1975      | Buffalo Sabres  | NHL            | 50  | 2  | 2   | 4   | 59   | 8   | 0 | 0  | 0  | 6   |
| 1975–1976      | Buffalo Sabres  | NHL            | 58  | 0  | 9   | 9   | 64   | 9   | 0 | 4  | 4  | 23  |
|                | Hershey Bears   | AHL            | 20  | 1  | 8   | 9   | 61   | —   | — | —  | —  | —   |
| 1976–1977      | Buffalo Sabres  | NHL            | 71  | 3  | 15  | 18  | 100  | 4   | 0 | 0  | 0  | 2   |
| 1977–1978      | Buffalo Sabres  | NHL            | 76  | 0  | 23  | 23  | 98   | 6   | 0 | 2  | 2  | 23  |
| 1978–1979      | Buffalo Sabres  | NHL            | 74  | 3  | 19  | 22  | 103  | 3   | 0 | 0  | 0  | 4   |
| 1979–1980      | Edmonton Oilers | NHL            | 80  | 5  | 10  | 15  | 104  | 3   | 0 | 0  | 0  | 4   |
| 1980–1981      | Edmonton Oilers | NHL            | 80  | 13 | 17  | 30  | 139  | 9   | 0 | 0  | 0  | 12  |
| 1981–1982      | Edmonton Oilers | NHL            | 80  | 4  | 25  | 29  | 154  | 5   | 1 | 1  | 2  | 14  |
| 1982–1983      | Edmonton Oilers | NHL            | 72  | 0  | 18  | 18  | 92   | 16  | 0 | 5  | 5  | 36  |
| 1983–1984      | Edmonton Oilers | NHL            | 80  | 5  | 6   | 21  | 125  | 19  | 1 | 4  | 5  | 23  |
| 1984–1985      | Edmonton Oilers | NHL            | 79  | 4  | 14  | 18  | 126  | 18  | 3 | 1  | 4  | 16  |
| 1985–1986      | Edmonton Oilers | NHL            | 80  | 4  | 22  | 26  | 129  | 8   | 0 | 2  | 2  | 10  |
| 1986–1987      | Edmonton Oilers | NHL            | 35  | 1  | 3   | 4   | 17   | —   | — | —  | —  | —   |
|                | Buffalo Sabres  | NHL            | 9   | 0  | 2   | 2   | 8    | —   | — | —  | —  | —   |
| NHL totalt     | NHL totalt      | NHL totalt     | 924 | 44 | 195 | 239 | 1318 | 108 | 5 | 19 | 24 | 173 |
| OHA-Jr. totalt | OHA-Jr. totalt  | OHA-Jr. totalt | 102 | 12 | 40  | 52  | 240  | —   | — | —  | —  | —   |

### Internationellt
| Källa:        | Källa:        | Källa:        |         | Utv = Utvisningsminuter | Utv = Utvisningsminuter | Utv = Utvisningsminuter | Utv = Utvisningsminuter | Utv = Utvisningsminuter |
| År            | Lag           | Mästerskap    | Matcher | Mål                     | Assists                 | Poäng                   | Utv                     |                         |
| ------------- | ------------- | ------------- | ------- | ----------------------- | ----------------------- | ----------------------- | ----------------------- | ----------------------- |
| 1976          | USA           | Canada Cup    | 2       | 0                       | 0                       | 0                       | 6                       |                         |
| Senior totalt | Senior totalt | Senior totalt | 2       | 0                       | 0                       | 0                       | 6                       |                         |